# Chapelle Sainte-Anne (Saint-Tropez)
La chapelle Sainte-Anne est une chapelle érigée au XVIIe siècle et située à Saint-Tropez, dans le Var, en France. Elle est placée sous le patronage de sainte Anne, protectrice des navigateurs.

## Histoire
La chapelle Sainte-Anne est édifiée au début du XVIIe siècle en action de grâce, après qu'une épidémie de peste épargna la ville. La construction date de 1629, et la cloche de 1631. Le bâtiment arbore des formes simples, de style provençal. Il est situé sur une colline surplombant la mer et la campagne, dans la presqu'île de Saint-Tropez. La chapelle abrite de nombreux ex-votos, représentant essentiellement les marins tropéziens. Les marins locaux avaient pour tradition de prier sainte Anne dans la chapelle avant de partir en mer, afin de recevoir sa protection, et de déposer un ex-voto à leur retour.
La chapelle n'est ouverte au public que quelques jours par an, le 18 mai lors de la bravade de Saint-Tropez, le 26 juillet pour la Sainte-Anne et le 15 août pour l'Assomption et l'anniversaire du débarquement de Provence.
La chapelle est protégée par un classement aux monuments historiques en 1951 et la cloche en 1981. La chapelle accueille le tournage de Et Dieu… créa la femme (1956), film révélant Brigitte Bardot et Saint-Tropez au monde entier, pour la scène du mariage des personnages de Bardot et Jean-Louis Trintignant. La chapelle sert ensuite de décor final du mariage de Josépha (Claude Gensac) et Ludovic Cruchot (Louis de Funès) dans Le Gendarme se marie (1968), troisième Gendarme de Saint-Tropez. Le 12 mai 1971, Mick Jagger et Bianca Pérez-Mora y Macias se marient dans la chapelle, un évènement fortement médiatisé, rassemblant une multitude de célébrités. La chapelle réapparaît dans Le Gendarme et les Extra-Terrestres (1979), cinquième Gendarme.